# Vaideeni
Vaideeni es una comuna ubicada en el distrito Vâlcea, Rumania.

## Superficie
Posee una superficie de 157,6 kilómetros cuadrados.

## Demografía
Hasta 2021 la población era de 3634 habitantes, con una densidad de población de 23,06 habitantes por kilómetro cuadrado.